# Años 660
Los años 660 o década del 660 empezó el 1 de enero del 660 y terminó el 31 de diciembre del 669. 

## Personas destacadas
- Constante II, emperador bizantino.
- Constantino IV, emperador bizantino.
- Batalla de Hwangsanbeol